# Norbert Rózsa
Norbert Rózsa (Dombóvár, 9 de fevereiro de 1972) é um nadador húngaro, campeão olímpico dos 200 metros peito nos Jogos de Atlanta em 1996.
Representou o seu país em três Olimpíadas (1992, 1996 e 2000). Ganhou duas medalhas de prata, nos 100m e 200m peito, e tornou-se campeão olímpico em Atlanta, na Geórgia, nos 200 m peito.
Rózsa era um membro da equipe nacional desde 1989. Ele se tornou campeão dos 100 e 200m peito no Mundial de 1994. Foi campeão mundial dos 100m peito em Perth 1991, e também ficou em segundo nos 200m. Nos Jogos Olímpicos de Barcelona em 1992, ele terminou em segundo lugar nos 100m e 200 m peito.
Seu tutor, nessa altura, era Gyorgy Zemplenyi, que estava sendo caçado pela Interpol, por suspeita de fraude. Após Zemplenyi desaparecer, Rózsa foi para a Austrália. Após treinar por um ano no Instituto Australiano de Desportos, Rózsa retornou à Hungria, junto do renomado treinador Tamas Széchy. Rózsa falhou no Campeonato Europeu de 1993, mas retornou para ganhar dois títulos mundiais em Roma em 1994. Em 1995, ele ficou em quarto nos 100 e 200m peito no Europeu.
Em maio de 2006, ele foi hospitalizado após uma tentativa de suicídio[carece de fontes?].
Rózsa foi recordista mundial dos 100 metros peito entre janeiro e junho de 1991, e entre agosto de 1991 e agosto de 1993.